# کچاپ موز
کچاپ موز یا سس موز یک نوع کچاپ میوه‌ای فیلیپینی است که با موز ، شکر ، سرکه و ادویه تهیه می‌شود. رنگ طبیعی آن حالت زرد-قهوه‌ای مانندی دارد اما با استفاده از رنگ‌های خوراکی رنگ آن را زرد می‌کنند تا شبیه کچاپ گوجه فرنگی بشود. کچاپ موز برای اولین بار در دوران جنگ جهانی دوم در فیلیپین به خاطر کمبود گوجه و زیاد بودن شمار موزها ساخته شد.